# 鄭安庭
鄭安庭（葡萄牙語：Zheng Anting，1973年12月13日—），澳門政治人物，澳門立法會議員，澳門江門同鄉會副會長，報稱高中學歷。

## 經歷
鄭安庭先後於2013年和2017年以澳粵同盟名單第二候選人跟隨麥瑞權出戰澳門立法會直接選舉，並先後以8124票及8603票當選為立法會議員。2021年改以名單中第一侯選人競逐2021年澳門立法會選舉，以16808票當選。

## 爭議事件
於2017年11月在立法會辯論明年度經濟財政範疇施政方針時，引述企業意見稱，「四萬蚊都請唔到送貨司機」。後來於網上引起一眾澳門市民的罵聲，而在11月27日鄭安庭發表記者招待會聲稱的確能開出40,000元月薪條件招聘送貨司機，但需要「一腳踢」包開車、送貨、每日需做20單工作，每單要徒步抬50公斤米包上六層高唐樓。被批為輸外勞過界司機找藉口。